# Diego Adrián Ianiero
Diego Adrián Ianiero (Buenos Aires, Argentina, 29 de junio de 1986) es un futbolista argentino. Juega de defensa y actualmente está en el Técnico Universitario desde la temporada 2012, contratado como refuerzo tras ascender a primera.
Desde 2016 defiende los colores de J. J. Urquiza, club que milita en la tercera división del fútbol argentino.

## Trayectoria
Hizo sus inferiores en Argentinos Juniors pero en el 2005 tras una gira por Turquía es comprado por el FC Saturn de Moscú. Tras permanecer una temporada en el club ruso y no disputar partidos de manera oficial regreso a su primer equipo formador para debutar en el Clausura 2007, tras su debut no volvió a jugar de manera oficial finalizando su vínculo con su club a mediados del 2008, tras eso estuvo a prueba en el Pontevedra FC de la Segunda División B de España.
Finalmente tras estar sin club por dos semestres ficha por el Deportivo Cuenca de Ecuador donde jugaría 59 partidos todos de titular y convirtiendo cuatro goles, además de jugar seis partidos como titular en la Copa Libertadores 2010, tras su paso por Deportivo Cuenca ficha por el Independiente José Terán donde jugaría 15 partidos todos como titular el primer semestre del 2011 pero luego finiquitaria su contrato con el club.

## Selección nacional
A los 15 años integró el seleccionado juvenil argentino sub-17, dirigido por Hugo Tocalli pero no disputó ninguna competencia de importancia. También integró el seleccionado juvenil sub-20 pero nuevamente no volvió a disputar un torneo importante.

## Clubes
| Club                     | País      | Año         |
| ------------------------ | --------- | ----------- |
| Argentinos Juniors       | Argentina | 2007 - 2008 |
| Deportivo Cuenca         | Ecuador   | 2009 - 2010 |
| Independiente José Terán | Ecuador   | 2011        |
| Defensa y Justicia       | Argentina | 2011        |
| Gimnasia y Tiro de Salta | Argentina | 2012-       |